# Équipe de France féminine de basket-ball en 2012
L'équipe de France commence sa saison 2012 avec l'ambition de se qualifier pour les Jeux olympiques de Londres. Elle obtient cette qualification lors du tournoi préolympique de basket-ball 2012 disputé fin juin à Ankara en Turquie en gagnant trois matchs consécutifs. Lors du tournoi olympique, elle parvient en finale en étant invaincue au bout de sept matchs. En finale, la France s'incline face aux États-Unis, sélection qui remporte son cinquième titre consécutif.
Avec cette seconde place et cette médaille d'argent, les basketteuses offrent à la France sa première médaille olympique pour un sport collectif féminin.

## Une année en bleu

### Historique
Depuis la cinquième place aux jeux olympiques 2000 de Sydney, l'équipe de France n'a plus participé aux jeux. En effet en 2004 sa cinquième place au championnat d'Europe 2003 ne la qualifie pas pour les Jeux olympiques d'Athènes 2004. En 2008, elle ne parvient pas à se qualifier : les Françaises terminent huitième du championnat d'Europe 2007 alors que seules les cinq premières sont admises au Tournoi préolympique 2008. À la suite de ce revers le sélectionneur Jacques Commères donne sa démission et Pierre Vincent, alors entraîneur du CJMBB Bourges est nommé sélectionneur. Il choisit comme assistants François Brisson et Thierry Moullec.
Cette équipe d'entraîneur conduit l'équipe de France au titre de championne d'Europe 2009 en Lettonie, puis à la sixième place au championnat du monde 2010 en République tchèque et enfin à la troisième place au championnat d'Europe 2011 en Pologne. Cette dernière performance est synonyme de qualification pour le tournoi de qualification olympique d'Ankara disputé fin juin 2012 et qui réunit douze équipes mondiales. Ce tournoi délivre cinq places pour les Jeux olympiques de Londres 2012.
L'objectif de cette année 2012 est clair : la qualification pour le tournoi olympique.

### La préparation

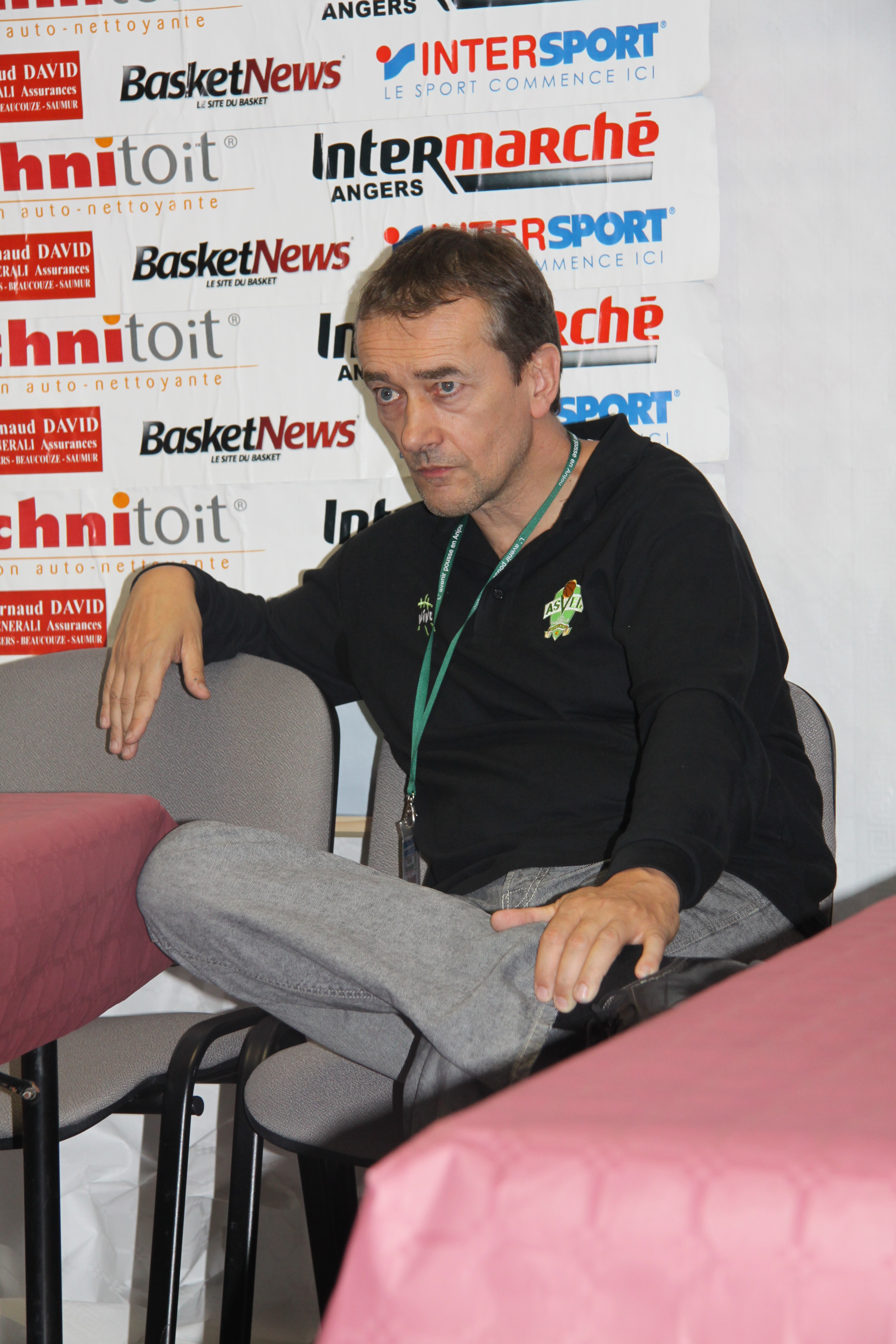
Pierre Vincent entraineur de l'équipe de France

Seize joueuses sont dans un premier temps réunies en stage à Bourges. Il s'agit de Clémence Beikes, Ana-Maria Cata-Chitiga, Fabienne Constant, Naura El Gargati, Émilie Gomis, Lætitia Kamba, Pauline Krawczyk, Marion Laborde, Anaël Lardy, Florence Lepron, Guiday Mendy, Hhadydia Minte, Alexia Plagnard, Charlotte Preiss, Paoline Salagnac, Ingrid Tanqueray. Certaines joueuses, dont celles de Bourges, sont alors dispensées de ce stage, étant encore en lice pour la finale de la coupe de France ou dans d'autres compétitions. Les seize joueuses sont rejointes le 10 mai par Diandra Tchatchouang. Le groupe s'étoffe ensuite avec l'arrivée des joueuses de Montpellier Edwige Lawson-Wade et Gaëlle Skrela et de Perpignan Héléna Ciak et Pauline Jannault-Lo. Trois joueuses quittent également le groupe à cette date : Guiday Mendy, Alexia Plagnard et Ingrid Tanqueray.
À l'issue du stage de Bourges, dix-huit joueuses sont sélectionnées pour un stage à Lyon. Il s'agit de : Marielle Amant, Clémence Beikes, Ana-Maria Cata-Chitiga, Jennifer Digbeu, Céline Dumerc, Élodie Godin, Émilie Gomis, Sandrine Gruda, Pauline Jannault-Lo, Marion Laborde, Anaël Lardy, Edwige Lawson-Wade, Florence Lepron, Endéné Miyem, Emmeline Ndongue, Gaëlle Skrela, Diandra Tchatchouang, Isabelle Yacoubou. Le groupe passe ensuite à dix-sept joueuses avec la blessure, une fracture de fatigue, de Ana-Maria Cata-Chitiga. Pierre Vincent réduit son groupe à quinze joueuses en se séparant de Gaëlle Skrela et Pauline Jannault-Lo. Le calendrier de la préparation établi par la Fédération française est le suivant, :
| Date                               | Lieu                    | Adversaire         | Score   | Compétition | Meilleure marqueuse (France)  |
| ---------------------------------- | ----------------------- | ------------------ | ------- | ----------- | ----------------------------- |
| 8 au 18 mai 2012 Stage à Bourges   |                         |                    |         |             |                               |
| 24 mai au 5 juin 2012 Stage à Lyon |                         |                    |         |             |                               |
| 2 juin                             | Lyon                    | Pologne            | V 74-66 | A           | Sandrine Gruda (20 points)    |
| 3 juin                             | Andrézieux              | Pologne            | V 74-56 | A           | Isabelle Yacoubou (13 points) |
| 4 juin                             | Bourg-en-Bresse         | Pologne            | V 88-55 | A           | Sandrine Gruda (18 points)    |
| 8 au 16 juin 2012 Stage à Lyon     |                         |                    |         |             |                               |
| 14 juin                            | Lyon                    | République tchèque | V 76-57 | A           | Isabelle Yacoubou (18 points) |
| 15 juin                            | Bellegarde              | Croatie            | V 73-69 | A           | Sandrine Gruda (13 points)    |
| 16 juin                            | Roanne                  | Canada             | V 66-41 | A           | Sandrine Gruda (15 points)    |
| 20 au 22 juin 2012 Stage à Troyes  |                         |                    |         |             |                               |
| 12 juin                            | Saint-Julien-les-Villas | Porto Rico         | V 95-48 | A           | Sandrine Gruda (23 points)    |

L'équipe de France effectue une première série de trois rencontres amicales, toutes contre la Pologne, rencontres que la France remporte 74-66, 74-56 et 88-55. Les trois dernières joueuses à quitter le groupe sont Anaël Lardy, Diandra Tchatchouang (qui vient de fêter ses deux premières sélections) et plus tard Marielle Amant, à l'issue d'un tournoi international où la France bat successivement la République tchèque, la Croatie puis le Canada. Toutefois, ces trois joueuses sont destinées à retrouver le groupe de l'équipe de France si celle-ci obtient sa qualification lors du tournoi pré-olympique d'Istanbul.
La France remporte l'ensemble des rencontres qu'elle dispute lors de sa préparation pour le tournoi préolympique, trois rencontres consécutives contre la Pologne, puis trois victoires contre des équipes disputant également le tournoi préolympique, la République tchèque, la Croatie, adversaire potentiel de la France en quart de finale, et le Canada que les Françaises rencontre lors du premier match de leur groupe à Ankara. La France termine cette préparation par une large victoire face à la modeste équipe de Porto Rico.

### Tournoi préolympique

#### Matchs de poule

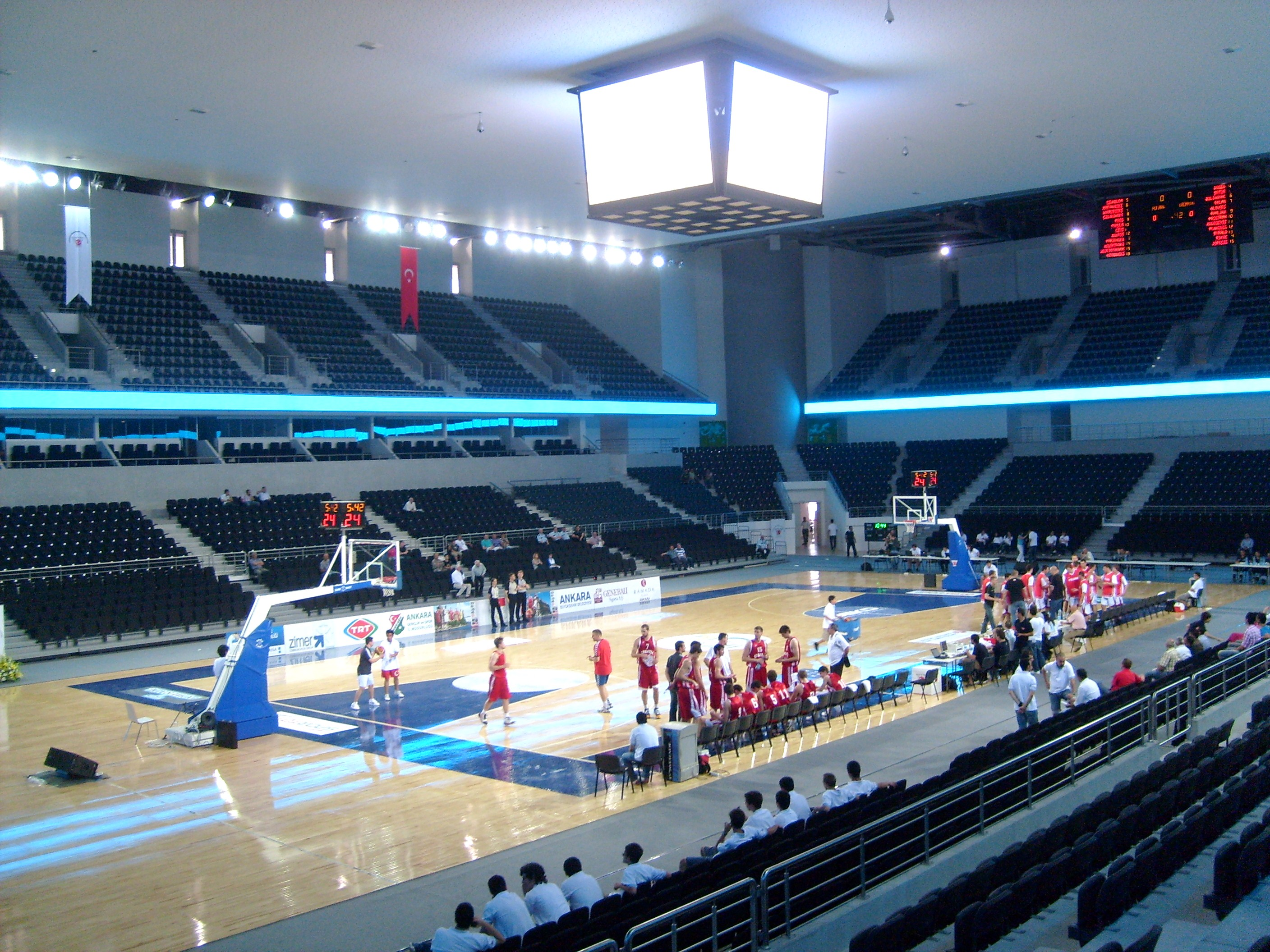
Ankara Arena, salle ou se déroule le tournoi préolympique

L'équipe de France débute ce tournoi contre le Canada (12e au classement FIBA et 3e du championnat des Amériques 2011). Elle démarre bien le match et atteint la fin du premier quart-temps avec une marque de 21-11. Pierre Vincent fait tourner l'effectif et après 12 minutes de jeu toutes les joueuses françaises sont entrées en jeu. La France maintient son avance qui atteint 12 points avant le dernier quart-temps. Un petit relâchement permet au canadiennes de revenir un peu mais la France l'emporte 57 à 46. Pierre Vincent commente ainsi le match « Je suis satisfait de la victoire, un peu moins du contenu. Le Canada est une équipe qui est très costaud, surtout à l'arrière. C'était un match difficile à jouer pour les filles. Mais je préfère les entrées comme ça que les entrées en fanfare. ». Le second match contre un adversaire plus modeste, le Mali, 19e au classement FIBA, a pour enjeu la première place du groupe. Après un premier quart-temps moyen atteint sur la marque de 18-10, les françaises resserrent les rangs en défense et s'appliquent un peu en attaque, aussitôt l'écart augmente pour atteindre 41-17 à la mi-temps et 87-33 à la fin du match. Cette victoire leur permet de terminer premières du groupe D et d'affronter le second du groupe C, la Corée du Sud (9e au classement FIBA et vice-championne d'Asie 2011) dans un quart de finale dont le vainqueur sera qualifié pour les Jeux, mais dont le perdant pourra encore se qualifier.

#### Classement poule D
| Groupe D |        |     |   |   |     |     |      |
|          | Équipe | Pts | G | P | PP  | PC  | Diff |
| 1        | France | 4   | 2 | 0 | 143 | 80  | +63  |
| 2        | Canada | 3   | 1 | 1 | 136 | 79  | +57  |
| 3        | Mali   | 2   | 0 | 2 | 56  | 176 | -120 |

#### Détails des matchs
| 26 juin 2012 21 h 15 |                                                        | Canada                   | 47-56                                                 | France |  | Ankara Arbitres : Jose Martin Timothy Andrew Frederick Brown Naftal Candido Chongo |
| 26 juin 2012 21 h 15 | Score par quart-temps : 11–21, 13–14, 12–13, 11–8      |                          |                                                       |        |  | Ankara Arbitres : Jose Martin Timothy Andrew Frederick Brown Naftal Candido Chongo |
| 26 juin 2012 21 h 15 | Thorburn, Tatham 7 Krista Phillips 8 quatre joueuses 2 | Points Rebonds Passes d. | Isabelle Yacoubou 15 Gruda, Ndongue 6 Céline Dumerc 5 |        |  | Ankara Arbitres : Jose Martin Timothy Andrew Frederick Brown Naftal Candido Chongo |

| 27 juin 2012 21 h 15 |                                                      | France                   | 87-33                                             | Mali |  | Ankara Arbitres : Jasmina Juras Rafael Britanico Keming Wen |
| 27 juin 2012 21 h 15 | Score par quart-temps : 18–10, 23–7, 28–5, 18–11     |                          |                                                   |      |  | Ankara Arbitres : Jasmina Juras Rafael Britanico Keming Wen |
| 27 juin 2012 21 h 15 | Nwal-Endéné Miyem 17 Miyem, Godin 10 Céline Dumerc 8 | Points Rebonds Passes d. | Nassira Traoré 14 Aya Traoré 5 Gandega, Sininta 1 |      |  | Ankara Arbitres : Jasmina Juras Rafael Britanico Keming Wen |

#### Quart de finale et qualification
Les françaises sont fébriles en début de match et sont menées 19-20 à l'issue du premier quart-temps, écart réduit à la suite des paniers importants marqués par Céline Dumerc qui déjà trop pénalisée sort pour laisser sa place à Edwige Lawson-Wade. Avec une excellente entrée de Sandrine Gruda, l'équipe fait un bon second quart-temps et à la mi-temps la France mène 39-30. La France augmente son avantage au troisième quart-temps et le maintient au dernier pour gagner le match 80 à 63. L'objectif minimale de la saison est atteint les basketteuses rejoignent leurs homologues masculins et se qualifient pour les Jeux.
| 29 juin 2012 21 h 15 |                                                             | France                   | 80-63                                      | Corée du Sud |  | Ankara Arbitres : Zdravko Rutesic Rafael Britanico Timothy Andrew Frederick Brown |
| 29 juin 2012 21 h 15 | Score par quart-temps : 19–20, 20–10, 21–12, 20–21          |                          |                                            |              |  | Ankara Arbitres : Zdravko Rutesic Rafael Britanico Timothy Andrew Frederick Brown |
| 29 juin 2012 21 h 15 | Sandrine Gruda 19 Isabelle Yacoubou 10 Edwige Lawson-Wade 8 | Points Rebonds Passes d. | Sin Jung-Ja 17 Sin Jung-Ja 6 Sin Jung-Ja 3 |              |  | Ankara Arbitres : Zdravko Rutesic Rafael Britanico Timothy Andrew Frederick Brown |

### Conclusion et statistiques
Pierre Vincent et ses assistants ont fait tourner l'effectif. Les douze filles sont entrées sur le terrain entre 28 minutes (Élodie Godin) et 70 minutes (Sandrine Gruda). Les deux meilleurs marqueuses ont été Sandrine Gruda et Isabelle Yacoubou avec respectivement 41 et 39 points. Le petit point négatif est le nombre de fautes avec 48 au total dont 7 pour la seule Edwige Lawson-Wade.
La France termine seconde derrière la Croatie avec 74,3 points par match et le meilleur taux de réussite aux tirs avec 55,5 %. Sauf blessure de dernière minute lors des matchs préparatoire, Pierre Vincent tient son équipe pour les Jeux.

### Nouvelle préparation
Après cette qualification, la France entame une nouvelle phase de préparation, d'abord à Deauville puis à Sheffield. Les équipes qu'elle rencontre sont toutes qualifiées pour les jeux olympiques. Lors de ce dernier stage, elle subit deux défaites, face à l'Australie, mais surtout face à la Grande-Bretagne sur le score de 74 à 67, deux équipes qui sont dans sa poule pour le tournoi olympique (connue depuis le tirage au sort du 30 avril). Les Françaises terminent ensuite la préparation par un tournoi dans le nord de la France où elles remportent leurs trois rencontres, face au Brésil, la Chine et l'Australie pour se rassurer face à l'adversaire numéro un du groupe.
La fédération établit un nouveau calendrier pour la préparation olympique.
| Date                                       | Lieu              | Adversaire      | Score   | Compétition | Meilleure marqueuse (France)                              |
| ------------------------------------------ | ----------------- | --------------- | ------- | ----------- | --------------------------------------------------------- |
| 6 au 12 juillet 2012 Stage à Deauville     |                   |                 |         |             |                                                           |
| 13 au 15 juillet 2012 Stage à Sheffield    |                   |                 |         |             |                                                           |
| 13 juillet                                 | Sheffield         | Australie       | D 59-69 | A           | Sandrine Gruda (13 points)                                |
| 14 juillet                                 | Sheffield         | Angola          | V 79-51 | A           | Isabelle Yacoubou (17 points)                             |
| 15 juillet                                 | Sheffield         | Grande-Bretagne | D 74-67 | A           | Sandrine Gruda (17 points)                                |
| 20 au 22 juillet 2012 Tournoi dans le Nord |                   |                 |         |             |                                                           |
| 20 juillet                                 | Villeneuve-d'Ascq | Brésil          | V 67-57 | A           | Sandrine Gruda (17 points)                                |
| 21 juillet                                 | Gravelines        | Chine           | V 85-64 | A           | Sandrine Gruda (16 points) Edwige Lawson-Wade (16 points) |
| 22 juillet                                 | Villeneuve d’Ascq | Australie       | V 64-58 | A           | Isabelle Yacoubou (14 points)                             |

### Tournoi olympique

#### Tirage des poules
Le tirage des deux poules des épreuves de basket-ball masculines et féminines a eu lieu le 30 avril 2012 à Rio de Janeiro. Pour les féminines les deux derniers finalistes sont affectées chacune dans un groupe États-Unis dans le A et Australie dans le B, puis tirage au sort entre les demi-finalistes de Pékin, la Chine dans le groupe A et la Russie dans le B. La Grande-Bretagne pays hôte décide d'éviter les États-Unis et se trouve affecté dans le groupe B. Il y a tirage au sort pour les deux derniers qualifiés connus Angola est affectée dans le A et le Brésil dans le B. Quant aux cinq équipes qui se qualifieront lors du tournoi de qualification : les 1 - 2 et 4 iront dans le groupe A et les 3 et 5 dans le B. À la suite du tournoi de qualification olympique la France et le Canada ont les numéro 3 et 5 et sont donc versé dans le groupe B.
L'Australie, finaliste en 2000, 2004 et 2008, est la favorite d'une groupe réputé difficile avec la présence du Brésil, équipe qui figure régulièrement dans les premières places des compétitions internationales, de la Russie, championne d'Europe en titre, de la France, troisième de ce dernier championnat. Les deux dernières équipes sont le Canada et le pays hôte, la Grande-Bretagne.
L'équipe de France a déjà rencontré ces adversaires cette année. En effet elle a battu le Canada au tournoi de qualification olympique et en amical à Lyon, le Brésil et l'Australie au tournoi amical dans le Nord mais a été battu à Sheffield par l'Australie et la Grande-Bretagne. Par contre sa dernière rencontre avec la Russie remonte au 11 juin 2011 au tournoi d'Arras et sa victoire 55-47 face à ces dernières. L'objectif est d'éviter absolument la quatrième place pour ne pas avoir les États-Unis en quart de finale.

#### Arbitres
La Fédération internationale de basket-ball (FIBA) a sélectionné 30 arbitres pour les deux tournois masculin et féminin :
Carole Delauné étant française n'a arbitré aucun match de l'équipe de France. la France a été arbitrée par 19 arbitres :
| 2 fois - ARG Pablo Alberto Estévez - USA Felicia Andrea Grinter - LIB Rabah Noujaim - CHN Ling Peng - JPN Shoko Suguro | 1 fois - SRB Ilija Belošević - IND Snehal Bendke - ITA Guerrino Cerebuch - RUS Elena Chernova - GRE Christos Christodoulou - BRA Marcos Fornies Benito | - USA William Gene Kennedy - ITA Luigi Lamonica - LAT Oļegs Latiševs - GER Robert Lottermoser - SLO Saša Pukl - ARG Fernando Jorge Sampietro - CAN Stephen Seibel - PUR Jorge Vazquez |

#### Matchs de poules

##### Résumé

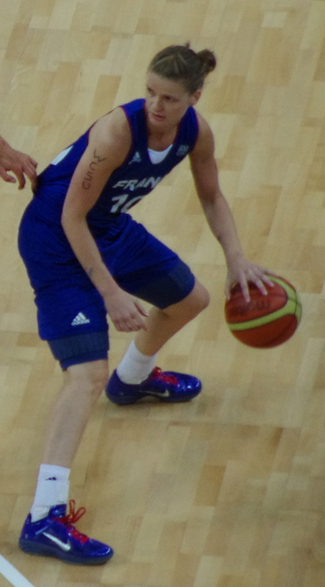
Florence Lepron médaillé d'argent pour fêter sa centième sélection en équipe de France lors de la finale.

Marion Laborde rappelle la présence des Bleues à la cérémonie d'ouverture, restée un souvenir majeur : « On a eu la chance d’avoir Edwige qui avait déjà fait les JO. Je me souviens qu’avant de partir, Pierre Vincent a organisé une réunion pour lui demander ce qu’elle changerait par rapport à Sydney. Il lui a posé beaucoup de questions. Edwige a immédiatement répondu qu’elle conseillerait de faire la cérémonie d’ouverture, que c’était un truc qu’on ne pouvait pas louper. »
La première journée du groupe est déjà cruciale pour l'équipe de France qui rencontre l'une de ses rivales pour une bonne place dans le groupe dans l'optique des quarts de finale, l'objectif de chaque sélection étant, en plus de la qualification, d'éviter la quatrième qui promet une probable rencontre face aux Américaines. L'équipe de France bénéficie de l'apport offensif de sa meneuse Céline Dumerc, 23 points, ce qui est alors son record en équipe nationale, 5 passes et 4 interceptions et seule française avec 10 points ou plus, pour s'imposer sur le score de 73 à 58 face à des Brésiliennes dont la meilleure marqueuse est Érika de Souza avec 17 points.
La première rencontre de la deuxième journée oppose les Australiennes aux Françaises. Après un premier quart-temps terminé avec un léger avantage en faveur des Australiennes (14-11), les Françaises parviennent à atteindre la mi-temps avec un point d'avance (28-27). Lors du troisième quart-temps, les Françaises ont un maximum de 3 points d'avance, à 3 minutes 37 de son terme, avant que les Australiennes ne reviennent au score, les deux équipes inscrivant finalement 24 points dans cette période. Les Françaises creusent un petit écart, cinq points d'avance avec 8 minutes 34 à jouer. Après un passage en tête des Australiennes, la France pense avoir remporté la rencontre lorsqu'Isabelle Yacoubou inscrit un lancer franc qui donne trois points d'avance. Les Australiennes captent le rebond du deuxième lancer et transmettent à Belinda Snell qui inscrit un tir à trois points du milieu du terrain à la sonnerie pour égaliser. Lors de la prolongation, les Australiennes privées de Lauren Jackson (13 points, 6 rebonds en un peu plus de 25 minutes) et Liz Cambage (12 points, 3 rebonds en 21 minutes), éliminées pour cinq fautes lors du quatrième quart-temps, s'inclinent sur le score de 74 à 70. Émilie Gomis, avec 22 points, est la meilleure marqueuse française devant Céline Dumerc, Suzy Batkovic étant la meilleure chez les Australiennes avec 17 points. C'est la première défaite de l'Australie depuis 1996 lors d'un tournoi olympique face à une équipe autre que les États-Unis.

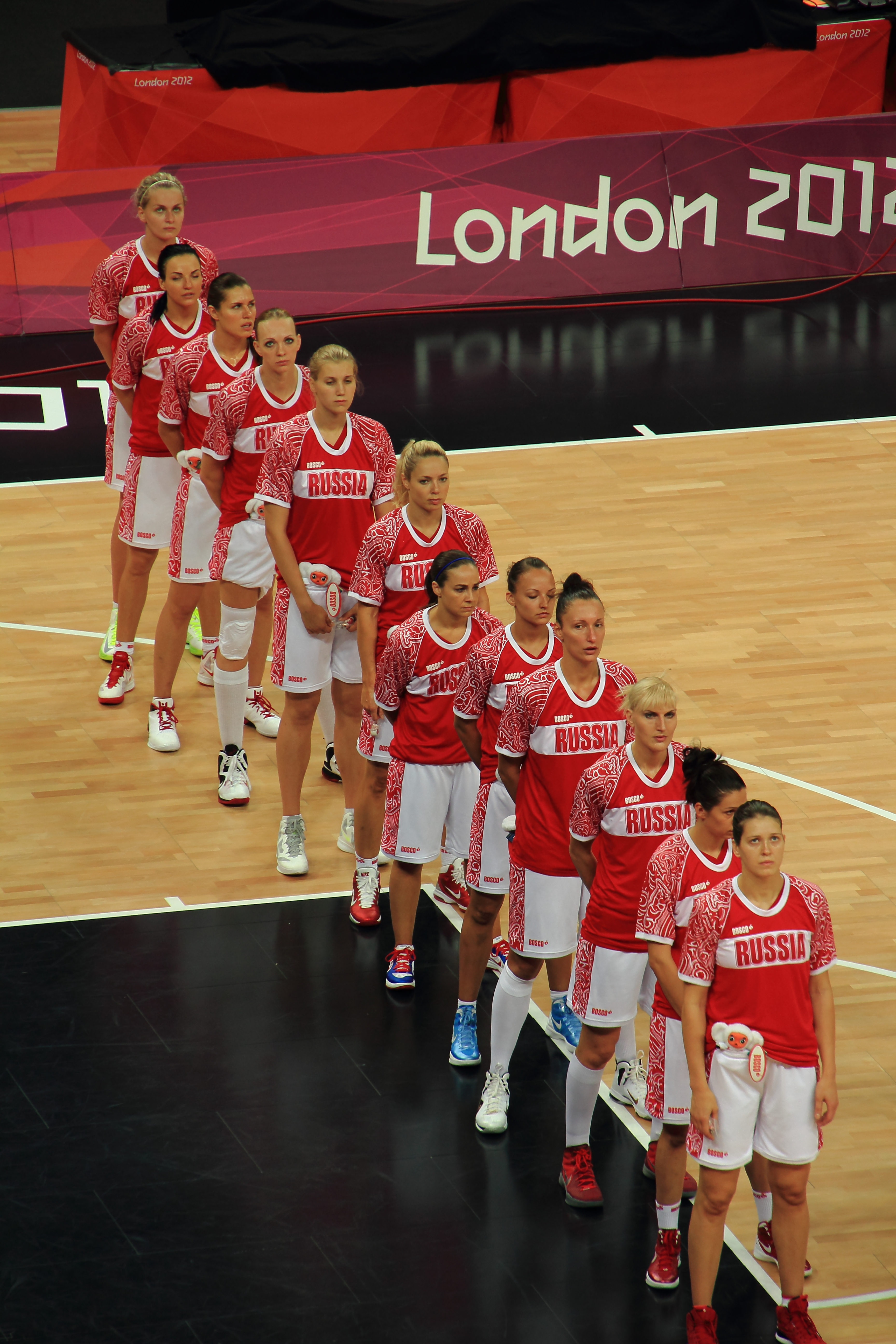
Les douze joueuses de l'équipe de Russie.

Lors de la troisième journée face à des Canadiennes au jeu rugueux et physique qui ne « convient pas trop » aux Françaises selon son entraîneur Pierre Vincent, mais qu'elles ont battues deux fois cette année, ces dernières s'imposent finalement sur le score de 64 à 60, avec 16 points de Émilie Gomis, les intérieures Isabelle Yacoubou et Sandrine Gruda apportant respectivement 14 et 10 points, cette dernière captant 7 rebonds. Shona Thorburn est de nouveau la meilleure marqueuse canadienne avec 17 points devant Natalie Achonwa, 14.
Après une victoire difficile face aux Canadiennes, les Françaises sont de nouveau en difficulté lors de la dernière rencontre de la quatrième journée face à l'équipe de Grande-Bretagne, obtenant la prolongation grâce à un tir à trois points de sa meneuse Céline Dumerc à cinq secondes de la fin de rencontre. Cette dernière donne la victoire aux Bleues grâce à un nouveau tir à trois points, à deux dixièmes du terme de la prolongation, panier qui donne la victoire aux Françaises sur le score de 80 à 77. Elle inscrit un total de 14 points, les deux meilleures marqueuses françaises étant Edwige Lawson-Wade et Sandrine Gruda avec 16 points. La Grande-Bretagne, avec quatre défaites, est définitivement privée de quart de finale.
La France termine à la première place de son groupe, terminant cette première phase invaincue après une victoire 65 à 54 face à la Russie. Après une mi-temps atteinte sur le score de 25 à 21, les Françaises, avec Céline Dumerc qui inscrit 7 de ses 12 points, font la différence dans le troisième quart-temps grâce à un 30 à 13 qui donne un avantage de 21 points avant la dernière période. Lors de celle-ci, les Russes réduisent l'écart dans la dernière période pour finir à onze points. Céline Dumerc est de nouveau la meilleure marqueuse de l'équipe de France où toutes les joueuses inscrivent des points. Chez les Russes, Belyakova inscrit 14 points.

##### Classement
| # | Équipe          | Pts | G | P | PP  | PC  | Diff |
| - | --------------- | --- | - | - | --- | --- | ---- |
| 1 | France          | 10  | 5 | 0 | 356 | 319 | +37  |
| 2 | Australie       | 9   | 4 | 1 | 353 | 322 | +31  |
| 3 | Russie          | 8   | 3 | 2 | 314 | 308 | +6   |
| 4 | Canada          | 7   | 2 | 3 | 328 | 332 | -4   |
| 5 | Brésil          | 6   | 1 | 4 | 329 | 354 | -25  |
| 6 | Grande-Bretagne | 5   | 0 | 5 | 327 | 372 | -45  |

|  | Qualifié pour les quarts de finale                                                                        |
|  | Pts points ; G victoires ; P défaites PP points marqués ; PC points encaissés ; Diff différence de points |

##### Détails des matchs
| 28 juillet 2012 20 h 00 CEST | Rapport | Brésil                                                          | 58-73                    | France                                          |  | Basketball Arena, Londres Arbitres : Robert Lottermoser Rabah Noujaim Felicia Grinter | NBC BeIN FR3 Eurosport |
| 28 juillet 2012 20 h 00 CEST | Rapport | Score par quart-temps : 20–16, 14–18, 15–18, 9–21               |                          |                                                 |  | Basketball Arena, Londres Arbitres : Robert Lottermoser Rabah Noujaim Felicia Grinter | NBC BeIN FR3 Eurosport |
| 28 juillet 2012 20 h 00 CEST | Rapport | Érika de Souza 17 Clarissa dos Santos 12 Adriana Moisés Pinto 5 | Points Rebonds Passes d. | Céline Dumerc 23 Endéné Miyem 7 Céline Dumerc 5 |  | Basketball Arena, Londres Arbitres : Robert Lottermoser Rabah Noujaim Felicia Grinter | NBC BeIN FR3 Eurosport |

| 30 juillet 2012 14 h 30 CEST | Rapport | France                                                       | 74-70                    | Australie                                       | OT | Basketball Arena, Londres Arbitres : William Kennedy Christos Christodoulou Peng Ling | NBC BeIN FR3 Eurosport |
| 30 juillet 2012 14 h 30 CEST | Rapport | Score par quart-temps : 11–14, 17–13, 24–24, 13–14, OT : 9–5 |                          |                                                 | OT | Basketball Arena, Londres Arbitres : William Kennedy Christos Christodoulou Peng Ling | NBC BeIN FR3 Eurosport |
| 30 juillet 2012 14 h 30 CEST | Rapport | Émilie Gomis 22 Isabelle Yacoubou 7 Beikes, Dumerc 2         | Points Rebonds Passes d. | Suzy Batkovic 17 Suzy Batkovic 10 Jenna O'Hea 5 | OT | Basketball Arena, Londres Arbitres : William Kennedy Christos Christodoulou Peng Ling | NBC BeIN FR3 Eurosport |

| 1er août 2012 9 h 00 CEST | Rapport | Canada                                               | 60-64                    | France                                            |  | Basketball Arena, Londres Arbitres : Luigi Lamonica Pablo Estévez Shoko Suguro | NBC BeIN FR3 Eurosport |
| 1er août 2012 9 h 00 CEST | Rapport | Score par quart-temps : 12–13, 13–15, 15–14, 20–22   |                          |                                                   |  | Basketball Arena, Londres Arbitres : Luigi Lamonica Pablo Estévez Shoko Suguro | NBC BeIN FR3 Eurosport |
| 1er août 2012 9 h 00 CEST | Rapport | Shona Thorburn 17 Natalie Achonwa 8 Shona Thorburn 3 | Points Rebonds Passes d. | Émilie Gomis 16 Sandrine Gruda 6 trois joueuses 3 |  | Basketball Arena, Londres Arbitres : Luigi Lamonica Pablo Estévez Shoko Suguro | NBC BeIN FR3 Eurosport |

| 3 août 2012 20 h 00CEST | Rapport | France                                                         | 80-77                    | Grande-Bretagne                                  | OT | Basketball Arena, Londres Arbitres : Ilija Belošević Oļegs Latiševs Snehal Bendke | NBC BeIN FR3 Eurosport |
| 3 août 2012 20 h 00CEST | Rapport | Score par quart-temps : 10–13, 17–10, 20–21, 20–23, OT : 13–10 |                          |                                                  | OT | Basketball Arena, Londres Arbitres : Ilija Belošević Oļegs Latiševs Snehal Bendke | NBC BeIN FR3 Eurosport |
| 3 août 2012 20 h 00CEST | Rapport | Gruda, Lawson-Wade 16 Élodie Godin 8 Élodie Godin 4            | Points Rebonds Passes d. | Johannah Leedham 29 Page, Leedham 8 Julie Page 3 | OT | Basketball Arena, Londres Arbitres : Ilija Belošević Oļegs Latiševs Snehal Bendke | NBC BeIN FR3 Eurosport |

| 5 août 2012 9 h 00CEST | Rapport | France                                            | 65-54                    | Russie                                                           |  | Basketball Arena, Londres Arbitres : Pablo Estévez Saša Pukl Shoko Sugruro | NBC BeIN FR3 Eurosport |
| 5 août 2012 9 h 00CEST | Rapport | Score par quart-temps : 10–15, 15–6, 30–13, 10–20 |                          |                                                                  |  | Basketball Arena, Londres Arbitres : Pablo Estévez Saša Pukl Shoko Sugruro | NBC BeIN FR3 Eurosport |
| 5 août 2012 9 h 00CEST | Rapport | Céline Dumerc 12 Yacoubou, Beikes 7 Dumerc 3      | Points Rebonds Passes d. | Evgeniya Belyakova 14 Hammon, Osipova 5 Danilotchkina, Osipova 3 |  | Basketball Arena, Londres Arbitres : Pablo Estévez Saša Pukl Shoko Sugruro | NBC BeIN FR3 Eurosport |

#### Phase finale

##### Tableau
|  | Quarts de finale        | Quarts de finale |            |           | Demi-finales           | Demi-finales           |    |  | Finale  | Finale  |
|  | Quarts de finale        | Quarts de finale |            |           | Demi-finales           | Demi-finales           |    |  | Finale  | Finale  |
|  |                         |                  |            |           |                        |                        |    |  |         |         |
|  | 7 août                  | 7 août           |            |           | 9 août                 | 9 août                 |    |  | 11 août | 11 août |
|  | 7 août                  | 7 août           |            |           | 9 août                 | 9 août                 |    |  | 11 août | 11 août |
|  | [B2] Australie          | 75               |            |           | 9 août                 | 9 août                 |    |  | 11 août | 11 août |
|  | [B2] Australie          | 75               |            |           | 9 août                 | 9 août                 |    |  | 11 août | 11 août |
|  | [A3] Chine              | 60               |            |           | 9 août                 | 9 août                 |    |  | 11 août | 11 août |
|  | [A3] Chine              | 60               | Australie  | 73        |                        |                        |    |  | 11 août | 11 août |
|  | 7 août                  |                  | Australie  | 73        |                        |                        |    |  | 11 août | 11 août |
|  |                         | États-Unis       | 86         |           |                        |                        |    |  | 11 août | 11 août |
|  | [A1] États-Unis         | États-Unis       | 86         | 91        |                        |                        |    |  | 11 août | 11 août |
|  | [A1] États-Unis         |                  |            | 91        |                        |                        |    |  | 11 août | 11 août |
|  | [B4] Canada             | 48               |            |           |                        |                        |    |  | 11 août | 11 août |
|  | [B4] Canada             | 48               | États-Unis | 86        |                        |                        |    |  |         |         |
|  | 7 août                  |                  | États-Unis | 86        |                        |                        |    |  |         |         |
|  |                         | France           | 50         |           |                        |                        |    |  |         |         |
|  | [A2] Turquie            | France           | 50         | 63        |                        |                        |    |  |         |         |
|  | [A2] Turquie            | 9 août           |            | 63        |                        |                        |    |  |         |         |
|  | [B3] Russie             | 66               |            |           |                        |                        |    |  |         |         |
|  | [B3] Russie             | 66               | Russie     | 64        |                        |                        |    |  |         |         |
|  | 7 août                  | 7 août           | Russie     | 64        | Match pour la 3e place | Match pour la 3e place |    |  |         |         |
|  | 7 août                  | 7 août           |            | France    | Match pour la 3e place | Match pour la 3e place | 81 |  |         |         |
|  | [B1] France             | 71               | 11 août    | 11 août   |                        |                        | 81 |  |         |         |
|  | [B1] France             | 71               | 11 août    | 11 août   |                        |                        |    |  |         |         |
|  | [A4] République tchèque | 68               |            | Australie | 83                     |                        |    |  |         |         |
|  | [A4] République tchèque | 68               |            | Australie | 83                     |                        |    |  |         |         |
|  |                         |                  |            |           |                        |                        |    |  | Russie  | 74      |
|  |                         |                  |            |           |                        |                        |    |  | Russie  | 74      |

##### Quart de finale

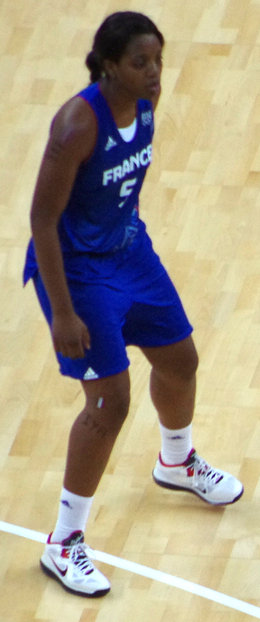
Endéné Miyem

La France débute parfaitement le quatrième quart de finale, rencontre qui l'oppose à la République tchèque, menant de 9 points après huit minutes,. Une défense de zone des tchèques permet à celles-ci de prendre un avantage de cinq points avant que la mi-temps soit atteinte sur le score de 28 partout. En une minute trente, la France encaisse un 10 à 0 en début de troisième période. Le plus gros écart en faveur des Tchèques est de 13 points avant que Céline Dumerc ne réussisse son premier tir à trois points du match pour atteindre la fin du quart-temps avec un retard de 10 points. La France s'appuie sur Endéné Miyem et Céline Dumerc, respectivement 12 et 9 points dans le dernier quart-temps, pour revenir dans la partie, Jana Veselá, douze points sur la partie mais aucun dans la dernière période, étant désormais parfaitement prise en défense. Trois tirs à trois points s'avèrent décisifs, d'abord Miyem puis Dumerc, qui permet de recoller à deux points, et de nouveau Dumerc qui donne un avantage de deux à 1 minute 5 de la fin, avantage que la France parvient à conserver pour l'emporter 72 à 68. Après ce match que Pierre Vincent considère comme « ..le plus mauvais match défensif qu’on n’ait jamais fait ». Les Françaises doivent affronter pour la deuxième fois de la compétition la Russie qui s'est qualifiée aux dépens de la Lituanie.
| 7 août 2012 22 h 15 CEST | Rapport | France                                             | 71-68                    | République tchèque                               |  | North Greenwich Arena, Londres Arbitres : Marcos Benito Felicia Grinter Rabah Noujaim | NBC BeIN FR3 Eurosport |
| 7 août 2012 22 h 15 CEST | Rapport | Score par quart-temps : 16–12, 12–16, 13–23, 30–17 |                          |                                                  |  | North Greenwich Arena, Londres Arbitres : Marcos Benito Felicia Grinter Rabah Noujaim | NBC BeIN FR3 Eurosport |
| 7 août 2012 22 h 15 CEST | Rapport | Céline Dumerc 23 Sandrine Gruda 7 Céline Dumerc 6  | Points Rebonds Passes d. | Eva Vítečková 17 Hana Horáková 7 Hana Horáková 5 |  | North Greenwich Arena, Londres Arbitres : Marcos Benito Felicia Grinter Rabah Noujaim | NBC BeIN FR3 Eurosport |

##### Demi-finale

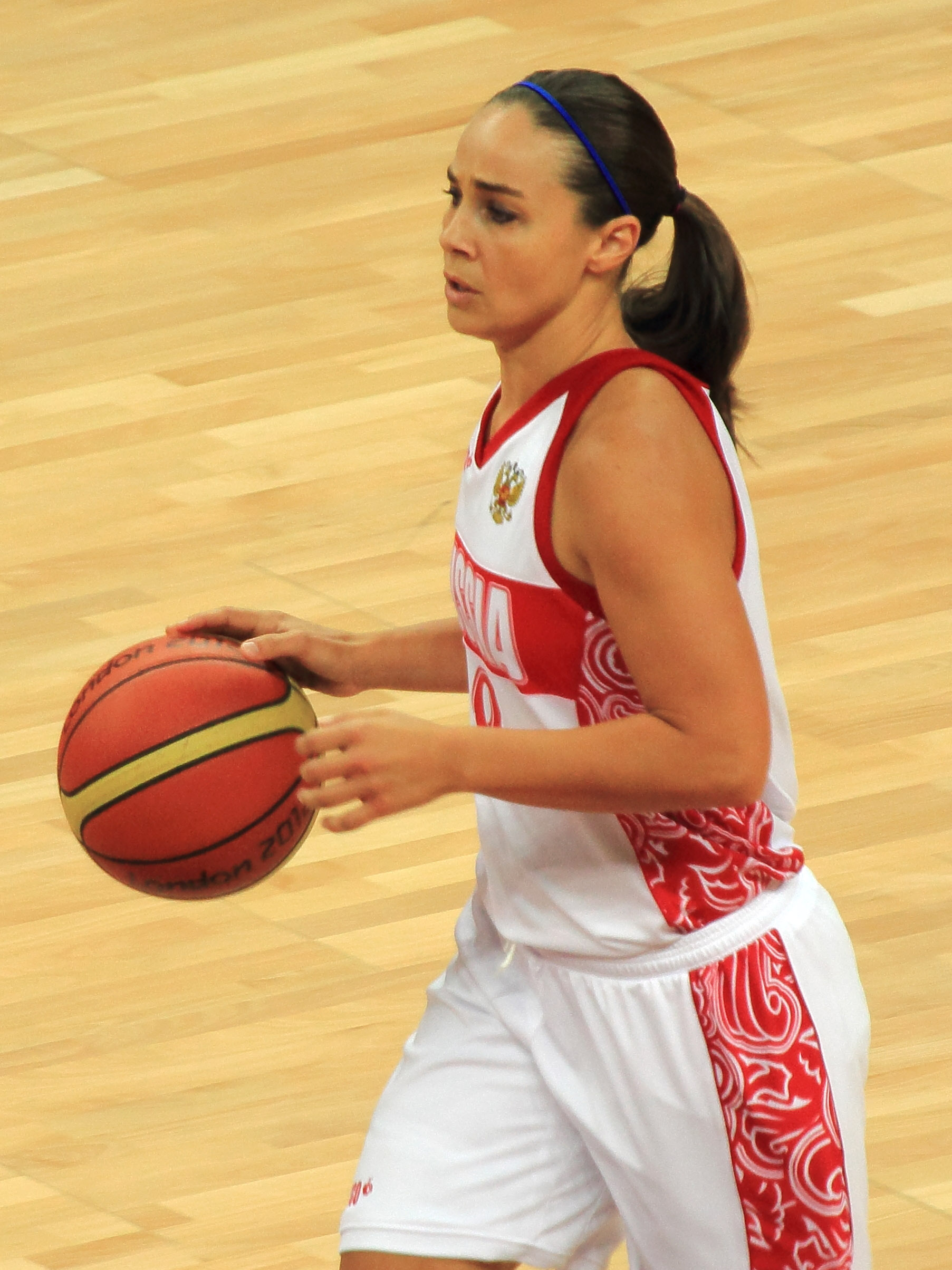
Becky Hammon

La deuxième demi-finale de la journée oppose la Russie à la France, ces deux équipes s'étant déjà rencontrées lors du premier tour. L'équipe de France débute sa demi-finale par un huit à zéro, six points d'Émilie Gomis et deux Sandrine Gruda. Becky Hammon inscrit 7 points de manière consécutive pour son équipe. La France atteint la fin du premier quart-temps avec un avantage de neuf points. L'écart atteint 15 points en début de la période suivante, puis les Russes réduisent l'écart à sept points en fin de première période, qu’Ielena Danilotchkina atteint avec 7 points. Les Russes reviennent à deux points en milieu de troisième quart-temps sur deux lancer-francs de Natalia Vodopyanova. Deux paniers à trois points d'Émilie Gomis et Céline Dumerc permettent aux Françaises de reprendre un peu plus d'avance. La période se termine par un nouveau trois points de Dumerc qui porte le score de 59 à 51. Endéné Miyem, quatre points, et Sandrine Gruda, accentuent l'avantage en début de dernière période, douze points d'avance. L'écart atteint 20 points sur un tir de Emmeline Ndongue à 3 minutes 44, malgré sept points dans cette période de Natalia Zhedik. La France remporte la rencontre sur le score de 81 à 64. Six Françaises terminent avec dix points ou plus, Edwige Lawson-Wade étant la meilleure marqueuse avec 18 points. Chez les Russes, Becky Hammon et Ielena Danilotchkina inscrivent 13 points.
| 9 août 2012 21 h 00 CEST | Rapport | Russie                                                  | 64-81                    | France                                                      |  | North Greenwich Arena, Londres Arbitres : Guerrino Cerebuch Jorge Vázquez Stephen Seibel | NBC BeIN FR3 Eurosport |
| 9 août 2012 21 h 00 CEST | Rapport | Score par quart-temps : 15–24, 16–14, 20–21, 13–22      |                          |                                                             |  | North Greenwich Arena, Londres Arbitres : Guerrino Cerebuch Jorge Vázquez Stephen Seibel | NBC BeIN FR3 Eurosport |
| 9 août 2012 21 h 00 CEST | Rapport | Danilotchkina, Hammon 13 Natalia Vieru 8 Becky Hammon 5 | Points Rebonds Passes d. | Edwige Lawson-Wade 18 Sandrine Gruda 8 Edwige Lawson-Wade 5 |  | North Greenwich Arena, Londres Arbitres : Guerrino Cerebuch Jorge Vázquez Stephen Seibel | NBC BeIN FR3 Eurosport |

##### Finale

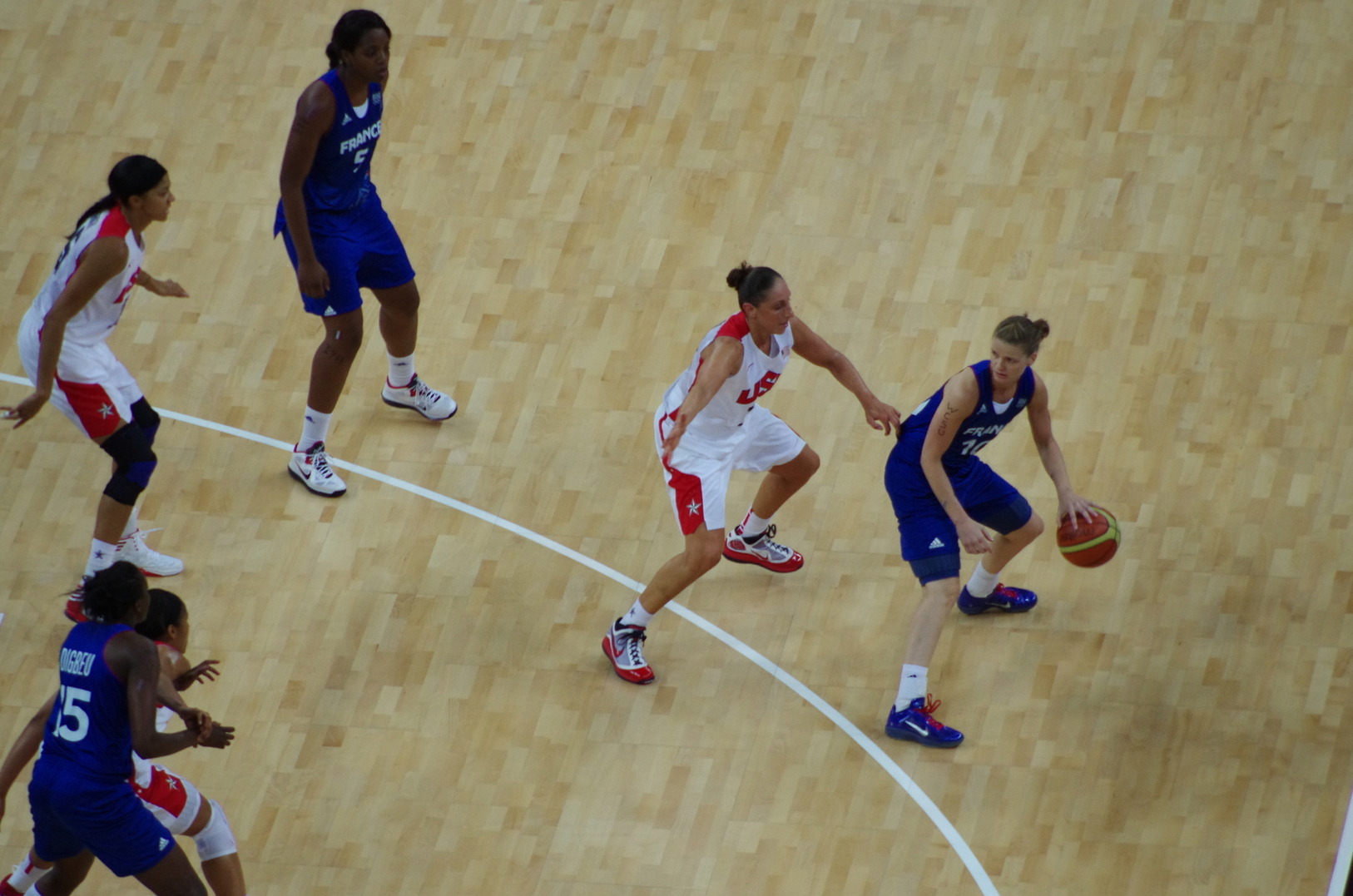
Diana Taurasi défendant sur Florence Lepron.

La France dispute la première finale de son histoire face à une sélection américaine qui dispute sa huitième finale, six titres, en neuf participations aux Jeux olympiques. De plus les Américaines reste sur quatre médailles d'or lors des quatre dernières éditions, et sur une série de 40 victoires consécutives dans un tournoi olympique. La sélection américaine, avec une victoire de 86 à 73 sur les Australiennes, obtenant le droit de disputer sa cinquième finale olympique consécutive. Selon Pierre Vincent, l'entraîneur français, les Américaines sont « intouchables ...Même s'il n'existe qu’une chance sur un million de les battre, cette unique chance, on la voit. ».
L'équipe de France présente son cinq de départ habituel : Clémence Beikes, Sandrine Gruda, la capitaine Céline Dumerc, Émilie Gomis et Emmeline Ndongue face aux cinq Américaines la capitaine Sue Bird, Maya Moore, Tamika Catchings, Diana Taurasi et Tina Charles.

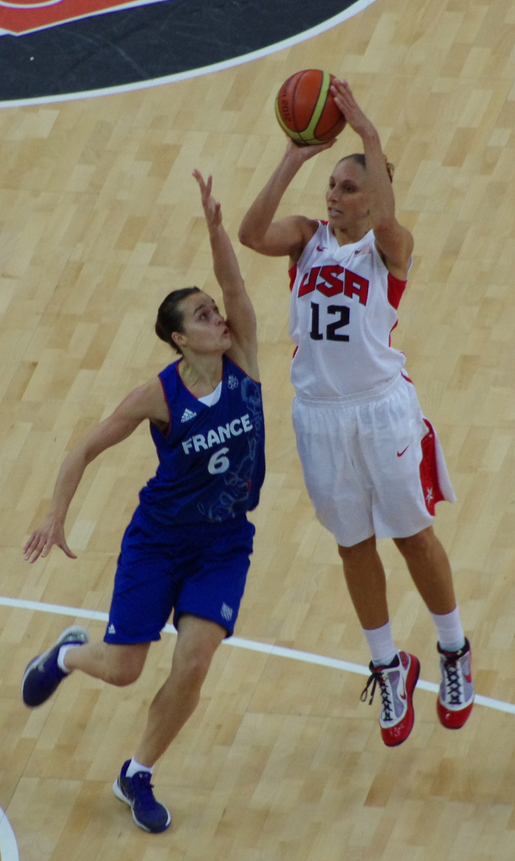
Tir de Diana Taurasi malgré Clémence Beikes.

Les Françaises, qui inscrivent les premiers points du match par Sandrine Gruda, restent au contact jusqu'à la sixième minute, où un tir à trois points de Edwige Lawson-Wade donne deux points d'avance aux Bleues. À deux minutes cinquante de la fin de la période, Candace Parker redonne l'avantage aux Américaines qui augmentent leur intensité défensive, provoquant notamment deux pertes de balle de Florence Lepron. La fin du premier quart-temps est atteint sur le score de 20 à 15 en faveur des Américaines.
Les Françaises reviennent par deux fois à trois points, d'abord grâce à quatre points consécutifs de Sandrine Gruda, puis par Céline Dumerc à la douzième minute. Un apport important de Candace Parker, 15 points à 78 % de réussite au tir et 9 rebonds, et des problèmes d'efficacité aux tirs pour les Françaises, permettent aux Américaines d'augmenter leur avantage pour atteindre la mi-temps sur le score de 37 à 25.

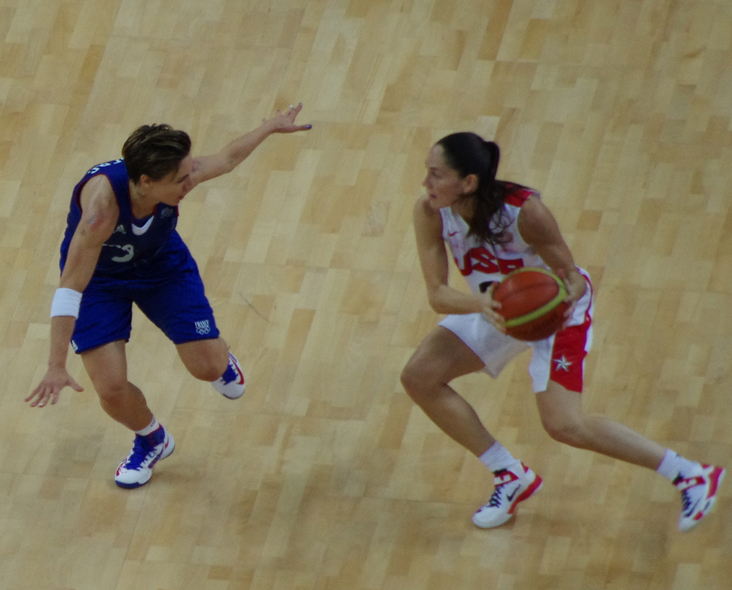
L'Américaine Sue Bird (balle en main) face à la française Céline Dumerc lors de la finale.

Durant le troisième quart-temps, les Américaines infligent un 19 à 0, pour atteindre le score de 62 à 32 à 1 minute 44 de la fin de la période. Durant ce troisième quart-temps, la meneuse américaine Sue Bird inscrit 7 points, Céline Dumerc inscrivant 4 points.
Les Américaines continuent leur pression et atteignent un écart maximum de 38 points à trois minutes de la fin grâce à un tir de Tamika Catchings. Edwige Lawson-Wade inscrit cinq points en fin de rencontre. La sélection américaine remporte son cinquième titre consécutif.
Candace Parker est la meilleure marqueuse et rebondeuse de son équipe, 21 points et 11 rebonds. Les douze Américaines parviennent à inscrire des points (3 minimum). Chez les Françaises, limitées à 30 % de réussite à deux points et à un 2 sur 11 à trois points, cinq n'ont marqué aucun point, les meilleures marqueuses sont Edwige Lawson-Wade et Sandrine Gruda qui inscrivent 12 points, Emmeline Ndongue étant la meilleure rebondeuse avec 8 prises.
Avec cette seconde place et cette médaille d'argent les basketteuses offrent à la France sa première médaille olympique pour un sport collectif féminin. En disputant cette finale Florence Lepron devient la quarante-troisième joueuse française à atteindre la barre des cent sélections.
| 11 août 2012 21 h 00 CEST | Rapport | États-Unis                                          | 86-50                    | France                                                   |  | North Greenwich Arena, Londres Arbitres : Fernando Sampietro Elena Chernova Peng Ling | NBC BeIN FR2 Eurosport |
| 11 août 2012 21 h 00 CEST | Rapport | Score par quart-temps : 20–15, 17–10, 26–12, 23–13  |                          |                                                          |  | North Greenwich Arena, Londres Arbitres : Fernando Sampietro Elena Chernova Peng Ling | NBC BeIN FR2 Eurosport |
| 11 août 2012 21 h 00 CEST | Rapport | Candace Parker 21 Candace Parker 11 Diana Taurasi 6 | Points Rebonds Passes d. | Gruda, Lawson-Wade 12 Emmeline Ndongue 8 Céline Dumerc 3 |  | North Greenwich Arena, Londres Arbitres : Fernando Sampietro Elena Chernova Peng Ling | NBC BeIN FR2 Eurosport |

| États-Unis :                                |
| - 4 - Lindsay Whalen (16 min 07 - 3 pts)    |
| - 5 - Seimone Augustus (14 min 40 - 8 pts)  |
| - 6 - Sue Bird (24 min 12 - 11 pts)         |
| - 7 - Maya Moore (25 min 36 - 6 pts)        |
| - 8 - Angel McCoughtry (10 min 51 - 7 pts)  |
| - 9 - Asjha Jones (7 min 21 - 4 pts)        |
| - 10 - Tamika Catchings (16 min 21 - 4 pts) |
| - 11 - Swin Cash (5 min 15 - 3 pts)         |
| - 12 - Diana Taurasi (29 min 03 - 9 pts)    |
| - 13 - Sylvia Fowles (11 min 44 - 6 pts)    |
| - 14 - Tina Charles (17 min 29 - 4 pts)     |
| - 15 - Candace Parker (21 min 21 - 21 pts)  |
| Entraîneur :                                |
| - Geno Auriemma                             |
| Entraîneurs-adjoints :                      |
| - Doug Bruno                                |
| - Jennifer Gillom                           |
| - Marynell Meadors                          |

| France :                                      |
| - 4 - Isabelle Yacoubou (16 min 04 - 8 pts)   |
| - 5 - Nwal-Endéné Miyem (10 min 10 - 2 pts)   |
| - 6 - Clémence Beikes (9 min 06 - 0 pt)       |
| - 7 - Sandrine Gruda (24 min 05 - 12 pts)     |
| - 8 - Edwige Lawson-Wade (23 min 55 - 12 pts) |
| - 9 - Céline Dumerc (26 min 11 - 8 pts)       |
| - 10 - Florence Lepron (8 min 26 - 0 pt)      |
| - 11 - Émilie Gomis (26 min 49 - 4 pts)       |
| - 12 - Marion Laborde (3 min 03 - 0 pt)       |
| - 13 - Élodie Godin (14 min 17 - 0 pt)        |
| - 14 - Emmeline NDongue (19 min 14 - 4 pts)   |
| - 15 - Jennifer Digbeu (18 min 40 - 0 pt)     |
| Entraîneur :                                  |
| - Pierre Vincent                              |
| Entraîneurs-adjoints :                        |
| - Valérie Garnier                             |
| - François Brisson                            |
| - Thierry Moullec                             |

## Statistiques du tournoi olympique
Céline Dumerc est la meilleure marqueuse française avec une moyenne de 14,3 points par match, devant Émilie Gomis, 10,1 et Isabelle Yacoubou, 9,9. Sandrine Gruda est la meilleure rebondeuse avec 5,5 devant Isabelle Yacoubou 5,1. Céline Dumerc est également la meilleure passeuse avec 3,0 devant Edwige Lawson-Wade.
Céline Dumerc se classe dans les dix premières des classements des points, des passes et des interceptions. Sandrine Gruda est la meilleure contreuse du tournoi avec 2,1 contres réussis par rencontre.
| Joueuse            | MJ | Min | Tirs  | Tirs | 2 pts | 2 pts | 3 pts | 3 pts | LF    | LF   | Rebonds | Rebonds | Rebonds | Pd | FP | Bp | In | C  | Pts |
| Joueuse            | MJ | Min | R/T   | %    | R/T   | %     | R/T   | %     | R/T   | %    | Ro      | Rd      | T       | Pd | FP | Bp | In | C  | Pts |
| ------------------ | -- | --- | ----- | ---- | ----- | ----- | ----- | ----- | ----- | ---- | ------- | ------- | ------- | -- | -- | -- | -- | -- | --- |
| Isabelle Yacoubou  | 8  | 147 | 27/49 | 55,1 | 27/49 | 55,1  | 0/0   | 0     | 25/32 | 78,1 | 13      | 28      | 41      | 4  | 18 | 13 | 3  | 4  | 79  |
| Nwal-Endéné Miyem  | 8  | 119 | 19/35 | 54,3 | 18/34 | 52,9  | 1/1   | 100   | 10/13 | 76,9 | 9       | 13      | 22      | 5  | 6  | 4  | 1  | 2  | 49  |
| Clémence Beikes    | 7  | 101 | 3/20  | 15,0 | 3/20  | 15,0  | 0/0   | 0     | 0/0   | 0    | 6       | 15      | 21      | 9  | 10 | 11 | 0  | 2  | 6   |
| Sandrine Gruda     | 8  | 227 | 31/72 | 43,1 | 31/72 | 43,1  | 0/0   | 0     | 16/26 | 61,5 | 14      | 30      | 44      | 9  | 14 | 12 | 5  | 17 | 78  |
| Edwige Lawson-Wade | 8  | 159 | 22/54 | 40,7 | 12/32 | 37,5  | 10/22 | 45,5  | 20/21 | 95,2 | 3       | 10      | 13      | 16 | 19 | 14 | 7  | 1  | 74  |
| Céline Dumerc      | 8  | 209 | 41/76 | 53,9 | 26/45 | 57,8  | 15/31 | 48,4  | 17/19 | 89,5 | 1       | 23      | 24      | 27 | 15 | 11 | 13 | 1  | 114 |
| Florence Lepron    | 8  | 107 | 3/23  | 13,0 | 2/15  | 13,3  | 1/8   | 12,5  | 6/6   | 100  | 2       | 9       | 11      | 6  | 8  | 14 | 1  | 1  | 13  |
| Émilie Gomis       | 8  | 172 | 32/64 | 50,0 | 27/51 | 52,9  | 5/13  | 38,5  | 12/15 | 80,0 | 4       | 10      | 14      | 7  | 12 | 19 | 3  | 0  | 81  |
| Marion Laborde     | 7  | 55  | 7/19  | 36,8 | 5/8   | 62,5  | 2/11  | 18,2  | 0/0   | 0    | 0       | 5       | 5       | 3  | 4  | 3  | 1  | 0  | 16  |
| Élodie Godin       | 8  | 93  | 4/16  | 25,0 | 4/16  | 25,0  | 0/0   | 0     | 1/2   | 50,0 | 10      | 24      | 34      | 10 | 12 | 4  | 8  | 4  | 9   |
| Emmeline Ndongue   | 8  | 142 | 14/29 | 48,3 | 14/29 | 48,3  | 0/0   | 0     | 3/5   | 60,0 | 3       | 20      | 23      | 3  | 14 | 9  | 7  | 5  | 31  |
| Jennifer Digbeu    | 8  | 119 | 3/18  | 16,7 | 1/11  | 9,1   | 2/7   | 28,6  | 0/4   | 0    | 2       | 15      | 17      | 7  | 10 | 4  | 1  | 3  | 8   |

## Couverture médiatique et affluence du tournoi olympique

### Couverture médiatique

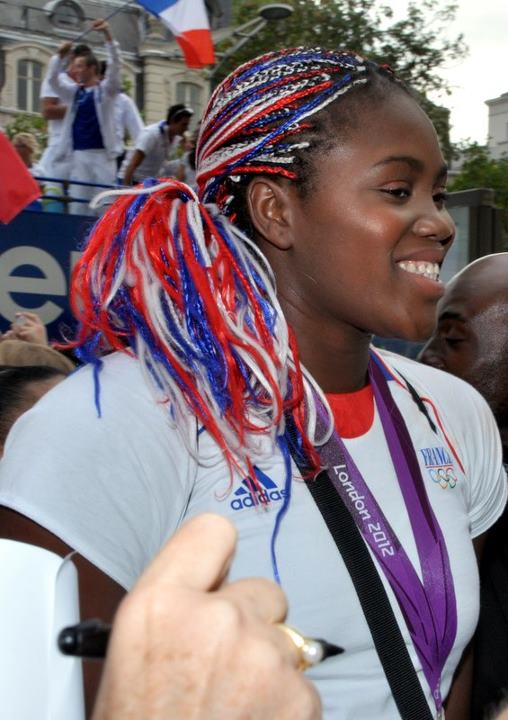
Isabelle Yacoubou médaille d'argent à Londres fêtant sa médaille sur les Champs-Élysées à Paris.

La charte olympique stipule que « Le CIO prend toutes les mesures nécessaires afin d'assurer aux Jeux Olympiques la couverture la plus complète par les différents moyens de communication et d'information ainsi que l'audience la plus large possible dans le monde ». De plus la retransmission des Jeux Olympiques est le moteur principal du financement du Mouvement olympique et des Jeux Olympiques, de la croissance de sa popularité mondiale ainsi que de la représentation mondiale et de la promotion des Jeux Olympiques et des valeurs olympiques.
En France, les matchs sont retransmis sur France Télévisions (France 2, France 3, France 4 et France Ô), sur Eurosport et beIN Sport ; pour les États-Unis, NBC Sports.
Le 9 août 2012, France 3 a enregistré 5,2 millions de spectateurs (soit 47,2 % de part d'audience) à la fin de la demi-finale entre la France et la Russie. La finale entre la France et les États-Unis a attiré 4 309 000 téléspectateurs soit 33,2 % de part d'audience.

### Affluence

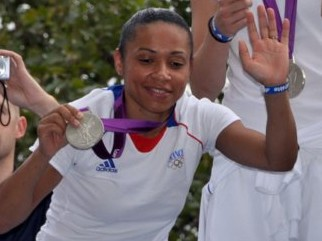
Edwige Lawson-Wade médaille d'argent à Londres et déjà présente à Sydney en 2000.

L'affluence pour les matchs du tournoi féminin est sensiblement supérieure à celle du tournoi masculin avec une fréquentation comprise entre 6 671  et   9 548 spectateurs pour les matchs de poule. Le chiffre record est atteint pour la demi-finale entre l'Australie et les États-Unis avec 14 162 spectateurs. Il s'agit de la seconde affluence absolue des deux tournois après le quart de finale masculin entre les États-Unis et l'Australie. La seconde affluence (et troisième des deux tournois) est obtenue pour l'autre demi-finale entre la France et la Russie avec 13 872 spectateurs. Quant à la finale, c'est la quatrième affluence féminine (le match de la troisième place ayant attiré 13 419 spectateurs) avec 13 295 spectateurs soit à peine moins que la finale masculine entre les États-Unis et l'Espagne qui a rassemblé le lendemain 13 514 spectateurs. Pour toutes ces affluences, il s'agit de spectateurs payants ; les athlètes et dirigeants des autres disciplines assistent aux rencontres avec leur laisser-passer. Lors de la finale les joueurs des équipes de France et des États-Unis masculines sont présents pour soutenir leur équipe. On voit même Tony Parker, Boris Diaw, Kobe Bryant et Chris Paul assis côte à côte.

## L'équipe
Le sélectionneur Pierre Vincent, toujours assisté de François Brisson et Thierry Moullec, est également assisté pour cette nouvelle campagne de Valérie Garnier, qui a pris sa succession à la tête de CJM Bourges Basket. L'encadrement technique est complété de trois kinésithérapeutes, avec un minimum de deux présent tout au long de la campagne.
Par décret du 31 décembre 2012 publié au Journal officiel du lendemain, les joueuses sont nommées Chevalier de l'Ordre national du Mérite.
Le 11 février 2013, la meneuse de l'équipe de France et du CJM Bourges Basket Céline Dumerc a été élue meilleure joueuse européenne de l'année tant par les internautes (devant la russo-américaine Becky Hammon) que par les experts journalistes et entraîneurs (devant la tchèque Eva Vítečková).
| Poste      | Joueuse                | Naissance        | Taille | matchs | points | Club(s) 2012            |
| ---------- | ---------------------- | ---------------- | ------ | ------ | ------ | ----------------------- |
| ailière    | Clémence Beikes        | 19 octobre 1983  | 1,78 m | 24     | 86     | Saint-Amand             |
| ailière    | Jennifer Digbeu        | 14 avril 1987    | 1,90 m | 23     | 60     | CJM Bourges Basket      |
| meneuse    | Céline Dumerc          | 9 juillet 1982   | 1,69 m | 24     | 234    | CJM Bourges Basket      |
| intérieure | Élodie Godin           | 5 juillet 1985   | 1,90 m | 22     | 47     | Tarente                 |
| arrière    | Émilie Gomis           | 18 octobre 1983  | 1,80 m | 22     | 152    | Villeneuve d'Ascq       |
| intérieure | Sandrine Gruda         | 25 juin 1987     | 1,95 m | 23     | 313    | Iekaterinbourg          |
| ailière    | Marion Laborde         | 9 décembre 1986  | 1,78 m | 23     | 67     | Basket Landes           |
| meneuse    | Edwige Lawson-Wade     | 14 mai 1979      | 1,66 m | 23     | 209    | Montpellier             |
| meneuse    | Florence Lepron        | 16 janvier 1985  | 1,82 m | 24     | 53     | Tarbes Gespe Bigorre    |
| intérieure | Nwal-Endéné Miyem      | 15 mai 1988      | 1,88 m | 24     | 163    | CJM Bourges Basket      |
| intérieure | Emmeline Ndongue       | 25 avril 1983    | 1,92 m | 22     | 122    | CJM Bourges Basket      |
| intérieure | Isabelle Yacoubou      | 21 avril 1986    | 1,90 m | 24     | 258    | Ros Casares Valence     |
| intérieure | Marielle Amant         | 9 décembre 1989  | 1,90 m | 5      | 20     | CJM Bourges Basket      |
| intérieure | Ana-Maria Cata-Chitiga | 20 juin 1989     | 1,95 m |        |        | Tarbes GB               |
| intérieure | Héléna Ciak            | 15 décembre 1989 | 1,95 m |        |        | Perpignan Basket        |
| intérieure | Fabienne Constant      | 22 juillet 1986  | 1,86 m |        |        | Cavigal Nice Basket 06  |
| intérieure | Naura El Gargati       | 27 juillet 1980  | 1,92 m |        |        | Tarbes GB               |
| ailière    | Pauline Jannault-Lo    | 13 janvier 1987  | 1,92 m | 0      | -      | Perpignan Basket        |
| intérieure | Lætitia Kamba          | 10 janvier 1987  | 1,87 m |        |        | USO Mondeville          |
| ailière    | Pauline Krawczyk       | 17 mars 1985     | 1,83 m | 0      | -      | Tarbes GB               |
| meneuse    | Anaël Lardy            | 24 octobre 1987  | 1,70 m | 1      | 4      | Challes-les-Eaux Basket |
| intérieure | Guiday Mendy           | 18 mai 1986      | 1,86 m |        |        | Cavigal Nice Basket 06  |
| intérieure | Hhadydia Minte         | 16 mars 1991     | 1,87 m |        |        | USO Mondeville          |
| meneuse    | Alexia Plagnard        | 2 janvier 1990   | 1,67 m |        |        | Challes-les-Eaux Basket |
| intérieure | Charlotte Preiss       | 30 janvier 1987  | 1,95 m |        |        | Tarbes GB               |
| arrière    | Paoline Salagnac       | 13 mars 1984     | 1,76 m | 0      | -      | Tarbes GB               |
| arrière    | Gaëlle Skrela          | 24 janvier 1983  | 1,77 m |        |        | Lattes-Montpellier      |
| meneuse    | Ingrid Tanqueray       | 25 août 1988     | 1,66 m |        |        | USO Mondeville          |
| ailière    | Diandra Tchatchouang   | 14 juin 1991     | 1,86 m | 2      | 5      | Lattes-Montpellier      |

## Influence sur la FFBB
Depuis l'épopée des Braqueuses, de nombreuses jeunes veulent les imiter et la Fédération française de basketball enregistre un nombre croissant de licenciés surtout chez les féminines comme dans l'Yonne avec 17 % d'augmentation ou le Tarn.